# Sangha-Mbaéré
|  | No s'ha de confondre amb Sangha. |

Sangha-Mbaéré (també anomenada: Sangha) és una de les dues prefectures econòmiques de la República Centreafricana. Està situat en l'extrem sud del país, sent una de les quatre cantonades centrafricanes. Té fronteres amb el Camerun i la República del Congo. La seva capital és Nola. Frontereja amb les prefectures de Mambéré-Kadéï i Lobaye al nord.
A més de Nola, també són importants les ciutats de Bambio, al nord-est, Tamori, junt amb la frontera camerunesa, i Salo, a vores del Riu Sangha.
Sangha rep el nom del principal riu que passa per aquesta prefectura: el Sangha. També cal destacar el Riu Kadéï.
En aquesta prefectura econòmica es troba la Reserva del Dzanga (Réserve du Dzanga, en francès), que ocupa més del 60% del territori.